# Thomas Dahle
Thomas Sandø Dahle (Trondheim, 20 febbraio 1972) è un allenatore di calcio ed ex calciatore norvegese.

## Carriera

### Giocatore
Dahle ha cominciato la carriera con la maglia del Flatanger. È stato poi in forza al Namsos e allo Steinkjer. In seguito ha militato nello Strindheim, per cui ha disputato 14 partite nella 1. divisjon 2000. È stato poi in forza allo Stjørdals-Blink.

### Allenatore
Dahle è stato allenatore del Trondheims-Ørn dal 2011. L'11 dicembre 2014 ha lasciato la squadra per tornare al suo vecchio lavoro al St. Olavs Hospital: Dahle aveva infatti avuto un congedo per gli ultimi due anni e non gli era stato possibile rinnovarlo ulteriormente.